# 筏摩那
筏摩那（IAST：Vāmana，意为“侏儒”），印度教大神毗湿奴十大化身中的第五个化身。起初阿修罗王钵利统治宇宙，天神无权，侏儒筏摩那出现。他参谒钵利宫廷，请钵利将他跨三步之地赠与他。钵利大笑，同意他的请求。不料筏摩那变为巨人，第一步跨大地，第二步跨大地与天国之间的中间世界。此时再无前进余地，钵利乃低头让筏摩那踏在其身上以充第三步之数。筏摩那大喜，把钵利踏入地下，让他统治阴间。筏摩那之像通常为已变成巨人之状，一足稳立地上，另一足作举步状。

## 图库

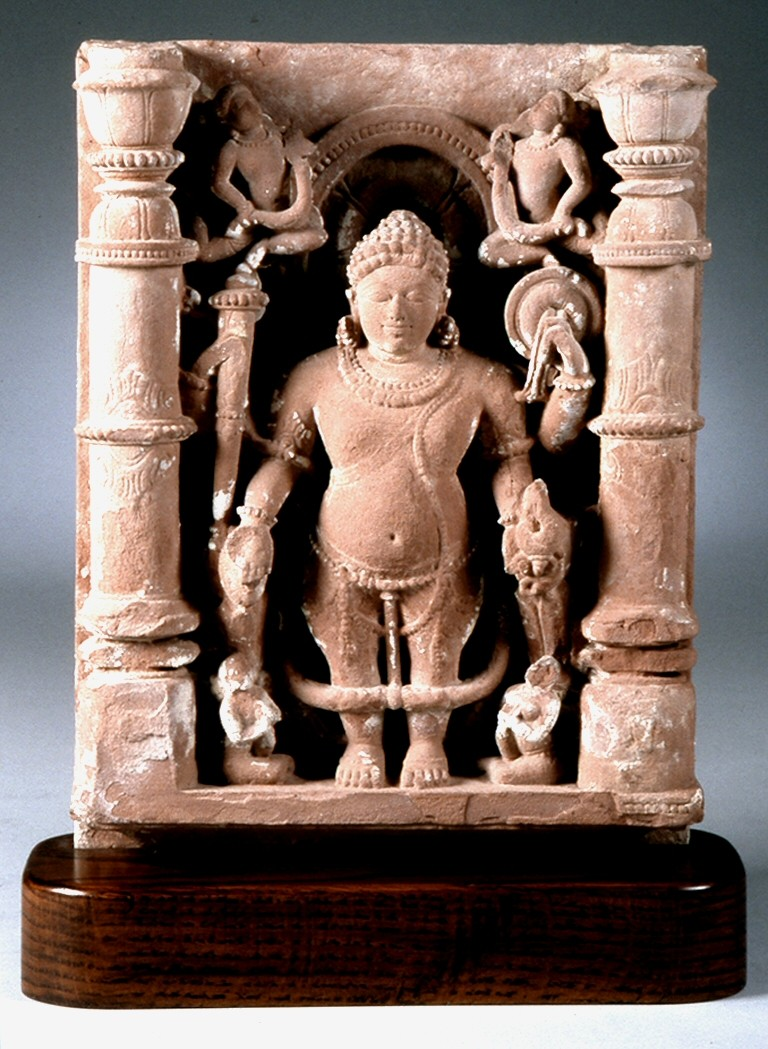
四臂筏摩那
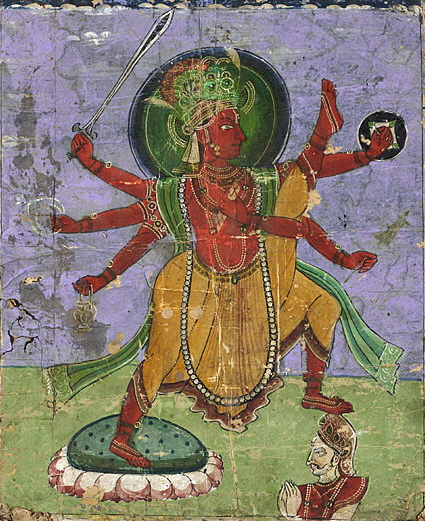
描绘筏摩那一步跨大地，二步跨天国，第三步踏在钵利头上。